# André Nox
Abraham André Nonnez-Lopès dit André Nox né à Paris 9e le 14 novembre 1869 et mort à Fouesnant dans le Finistère le 25 février 1946, est un comédien français.
Il est le neveu du dramaturge et romancier Georges de Porto-Riche (1849-1930) et le père de l'acteur Pierre Nonnez-Lopès dit Pierre Nay (1898-1978).

## Filmographie
- 1916 : Sous les phares d'André Hugon - 950 m -
- 1917 : Chacals d'André Hugon - 1,525 m - Gervisi
- 1917 : La Fugitive d'André Hugon - 1,315 m -
- 1917 : Requins d'André Hugon - 1,630 m -
- 1917 : Vertige d'André Hugon - 1,250 m - Pierre Daler - Il est également le scénariste -
- 1918 : La Geôle de Gaston Ravel - 1,476 m - Durtal
- 1918 : Johannes, fils de Johannes d'André Hugon et Louis Paglieri - 1,115 m -
- 1918 : Ruiné par l'ambition de Louis Paglieri - 1,100 m -
- 1918 : Plus fort que l'amour de Charles Maudru - court métrage, 875 m - Brintiaux
- 1919 : Âmes d'Orient de Léon Poirier - 1,350 m - Djarid Hussen
- 1920 : L'Ami des montagnes de Guy du Fresnay - 1,550 m -
- 1920 : La Montée vers l'Acropole de René Le Somptier - 1,900 m - Labrousse
- 1920 : Le Penseur de Léon Poirier - 1,770 m - Pierre Dartigue
- 1920 : Le Trésor de Kériolet de Félix Léonnec - film en 8 épisodes : 5,951 m - Louis de Kériolet
- 1921 : La Brute de Daniel Bompard - 1,500 m -
- 1921 : Le Crime de Lord Arthur Savile de René Hervil - 1,870 m -  Podgers
- 1921 : La Mort du soleil de Germaine Dulac - 1,925 m - Lucien Faivre
- 1922 : Le Sens de la mort de Iakov Protazanov - 1,600 m - Michel Ortègue
- 1922 : L'Homme qui pleure de Louis d'Hée et Louis de Vérande - 1,600 m - Claude Saint-Hesme
- 1922 : Le Quinzième Prélude de Chopin de Viatcheslav Tourjanski - 1,690 m - M. Monet
- 1923 : La Mendiante de Saint-Sulpice de Charles Burguet - 4,000 m -
- 1923 : La Nuit d'un Vendredi 13 de Gennaro Dini - 1,500 m - Le marquis de Saint-Ghislaine
- 1923 : Paternité de Gennaro Dini - 1,550 m - M. de Barville
- 1924 : Cousin Pons de Jacques Robert - Schmücke
- 1924 : Après l'amour de Maurice Champreux - François Mésaule
- 1924 : Le Cavalier de minuit de Maurice Charmeroy, René Alinat et M. Toulet - 1,850 m - L'inconnu
- 1924 : Le Comte Kostia de Jacques Robert - 2,800 m - Vladimir Paulitch
- 1925 : L'Orphelin du cirque de Georges Lannes - 3,000 m - Le clown Citron
- 1925 : Le Puits de Jacob de Edward José - 4,500 m - Isaac Kochbas
- 1926 : Le Berceau de Dieu ou Les Ombres du passé de Fred Leroy-Granville - Job
- 1926 : Le Criminel de Alexandre Ryder - 2,400 m - Dom Joaquim
- 1926 : Le Diable au cœur de Marcel L'Herbier - 2,500 m - Pierre Lauderin
- 1926 : La Femme nue de Léonce Perret - 3,750 m - Le prince de Chabran
- 1926 : Ma maison de Saint-Cloud de Jean Manoussi - 1,550 m - M. Dupin
- 1927 : Le Bateau de verre - "Das brennende Schiff" de Constantin J.David - 2,593 m - Jean d'Arcy
- 1928 : Der fidele Bauer de Franz Seitz - Le professeur Von Grumov
- 1928 : La Possession de Léonce Perret - Le duc de Chavres
- 1928 : Verdun, visions d'histoire de Léon Poirier - 3,600 m - L'aumônier
- 1928 : Die Hölle der Jungfrauen de Robert Dinesen - Skurecki
- 1929 : Quand l'ombre descend de Gennaro Dini - 1,979 m - Roland de Graves
- 1929 : S.O.S. de Carmine Gallone
- 1929 : Un soir au Cocktail's Bar de Roger Lion - 1,350 m - L'homme qui boit
- 1930 : Princes de la cravache de Marcel L. Wion - M. Prévost
- 1931 : Ceux du Viking de Varick Frissell et René Ginet - Dick Jackson
- 1931 : Une histoire entre mille de Max de Rieux - Le vieux rentier
- 1931 : Verdun, visions d'histoire de Léon Poirier - version sonore et entièrement refaite du film de 1928 -
- 1932 : Extase de Gustav Machatý - Le père
- 1933 : Bouboule Ier, roi nègre de Léon Mathot - Le commandant
- 1933 : Nu comme un ver de Léon Mathot - Le directeur
- 1933 : Le Tunnel de Kurt Bernhardt - Lloyd, le banquier
- 1934 : Cessez le feu / Amis comme autrefois de Jacques de Baroncelli - L'homme politique
- 1934 : Les Deux mousquetaires de Nini de Max de Rieux - court métrage -
- 1936 : L'Appel du silence de Léon Poirier
- 1936 : L'Empreinte rouge de Maurice de Canonge - Le marquis
- 1936 : Un grand amour de Beethoven de Abel Gance - Umpholz
- 1937 : La Citadelle du silence de Marcel L'Herbier
- 1937 : J'accuse de Abel Gance - M. Pierrefond
- 1937 : Les Nuits blanches de Saint-Pétersbourg de Jean Dréville - Le directeur
- 1937 : Nuits de feu de Marcel L'Herbier - Le président
- 1937 : Sœurs d'armes de Léon Poirier - Le prêtre
- 1937 : Une femme sans importance de Jean Choux
- 1937 : Un meurtre a été commis de Claude Orval - Le patron de l'hôtel
- 1938 : Le Héros de la Marne de André Hugon - Le maire
- 1938 : Ultimatum de Robert Wiene - L'excellence
- 1939 : Brazza ou l'Épopée du Congo de Léon Poirier
- 1939 : La Brigade sauvage de Marcel L'Herbier et Jean Dréville
- 1939 : Cas de conscience / Le créancier de Walter Kapps - Le rapporteur